# Joe Bell
Joe Bell (ur. 27 kwietnia 1999 w Anglii, Bristol) – nowozelandzki piłkarz, występujący na pozycji defensywnego pomocnika w norweskim klubie Viking FK, występującym w Eliteserien.
Joe Bell rozpoczął swoją karierę klubową w Nowej Zelandii, a następnie kontynuował ją w Stanach Zjednoczonych, Danii i Norwegii.

## Kariera klubowa

### Wellington Phoenix Reserves (2014–2017)
Bell rozpoczął swoją seniorską karierę w drużynie rezerw Wellington Phoenix, występującej w New Zealand Football Championship. W latach 2014–2017 rozegrał 34 mecze ligowe, zdobywając doświadczenie na poziomie seniorskim.

### Virginia Cavaliers (2017–2019)
W 2017 roku Bell przeniósł się do Stanów Zjednoczonych, gdzie dołączył do zespołu Virginia Cavaliers, grającego w NCAA Division I. W ciągu trzech sezonów rozegrał 60 meczów, zdobywając 10 bramek. W 2019 roku został uhonorowany tytułem ACC Midfielder of the Year oraz znalazł się w gronie finalistów nagrody MAC Hermann Trophy dla najlepszego zawodnika w kraju.

### Viking FK (2020–2022)
W styczniu 2020 roku Bell podpisał trzyletni kontrakt z norweskim klubem Viking FK, występującym w Eliteserien. W ciągu dwóch sezonów rozegrał 56 meczów ligowych, zdobywając 3 bramki.

### Brøndby IF (2022–2023)
31 stycznia 2022 roku Bell podpisał 4,5-letni kontrakt z duńskim klubem Brøndby IF, aktualnym mistrzem Superligaen. W barwach Brøndby rozegrał 34 mecze ligowe oraz wystąpił w 4 spotkaniach UEFA Europa Conference League.

### Powrót do Viking FK (2023–obecnie)
29 sierpnia 2023 roku Bell powrócił do Viking FK, podpisując czteroletni kontrakt obowiązujący do końca 2027 roku. Od momentu powrotu rozegrał 45 meczów ligowych, zdobywając 1 bramkę.

## Kariera reprezentacyjna

### Reprezentacje młodzieżowe[2]
Bell reprezentował Nową Zelandię na różnych poziomach wiekowych:
- U-17: uczestnik Mistrzostw Świata FIFA U-17 w 2015 roku
- U-20: kapitan drużyny na Mistrzostwach Świata FIFA U-20 w 2017 i 2019 roku
- U-23: uczestnik Igrzysk Olimpijskich w Tokio w 2021 roku

### Reprezentacja seniorska
Bell zadebiutował w seniorskiej reprezentacji Nowej Zelandii 14 listopada 2019 roku w meczu towarzyskim przeciwko Irlandii. W reprezentacji roku rozegrał 23 mecze, zdobywając 1 bramkę.